# Šipitula
Shipitullë en albanais et Šipitula en serbe latin (en serbe cyrillique : Шипитула) est une localité du Kosovo située dans la commune/municipalité d'Obiliq/Obilić, district de Pristina (Kosovo) ou district de Kosovo (Serbie). Selon le recensement kosovar de 2011, elle compte 291 habitants, dont 290 Albanais.

## Démographie

### Évolution historique de la population dans la localité
| 1948 | 1953 | 1961 | 1971 | 1981 | 1991 | 2011 |
| ---- | ---- | ---- | ---- | ---- | ---- | ---- |
| 327  | 362  | 440  | 461  | 482  | 447  | 291  |

|  |